# كلير تشيانغ
كلير تشيانغ (بالصينية: 张齐娥؛ بالإنجليزية: Claire Chiang) هي سيدة أعمال سنغافورية، ولدت في 4 أكتوبر 1951 في سنغافورة.